# Juan de Valenciennes
Juan de Valenciennes (en francés: Jean de Valenciennes, en latín: Johan de Valencenes; fallecido después de 1265), fue un caballero y diplomático francés, así como señor de Haifa por matrimonio en el Reino de Jerusalén.

## Biografía
Provenía de una noble familia franco-normanda, que posiblemente tomara su nombre de la ciudad de Valenciennes. Tomó parte en la séptima cruzada de Luis IX de Francia hacia Egipto desde 1248 hasta 1250 y luego lo acompañó hasta la ciudad de Acre. Desde Acre fue enviado dos veces como emisario a El Cairo para acelerar la liberación del rey y los cruzados que fueron capturados en la batalla de Fariskur por los mamelucos en abril de 1250. Sólo después de que Jean les asegurara que Luis IX rechazaría cualquier alianza con los ayyubís de Damasco, los prisioneros fueron puestos en libertad. Como concesión adicional, los mamelucos también liberaron al gran maestre de los caballeros hospitalarios Guillaume de Chateauneuf, que había sido capturado en 1244 y devolvieron los restos del conde Gualterio IV de Brienne, además dieron a Luis IX un elefante y una cebra como regalos.
Juan permaneció en el Levante después de que el rey regresó a Francia en 1254, ya que en 1257 es mencionado por primera vez como señor de Haifa, que era conocido por los francos como Cayphas. Probablemente se había casado con la heredera del señorío llamada Helvis que había estado casada anteriormente con Godofredo Poulain, y después con García Álvarez. Durante la guerra de San Sabas (1256-1258), Juan era un simpatizante del partido genovés y de Juan de Arsuf. En los años 1263 y 1264 el papa Urbano IV envió una carta a Juan y al arzobispo Gilles de Tiro, en la que prometía su apoyo financiero para expandir y mejorar las fortificaciones de la ciudad de Haifa contra algún ataque por parte del sultán mameluco Baibars. Estas medidas fueron en vano, ya que Baibars conquistó Haifa en 1265. Aparentemente y alrededor de 1264 su hijastro Gilles Poulain se había hecho cargo del gobierno del Señorío de Haifa.